# Euproctis lunata
Euproctis lunata är en fjärilsart som beskrevs av Walker 1855. Euproctis lunata ingår i släktet Euproctis och familjen tofsspinnare. Inga underarter finns listade i Catalogue of Life.